# (32786) 1989 GW2
1989 GW2 (asteroide 32786) é um asteroide da cintura principal. Possui uma excentricidade de 0.07899310 e uma inclinação de 2.80474º.
Este asteroide foi descoberto no dia 3 de abril de 1989 por Eric Walter Elst em La Silla.